# جورج نيوبيرن
جورج نيوبيرن (بالإنجليزية: George Newbern)‏ هو ممثل أمريكي، ولد في 30 ديسمبر 1964 في الولايات المتحدة.

## أعمال

### أفلام
- (2008) الخنافس في الحديقة
- (2009) سو VI

### مسلسلات
- فرقة العدالة
- فضيحة[3]
- كاسل
- كولد كيس

## وصلات خارجية
- جورج نيوبيرن على موقع IMDb (الإنجليزية)
- جورج نيوبيرن على موقع ميتاكريتيك (الإنجليزية)
- جورج نيوبيرن على موقع روتن توميتوز (الإنجليزية)
- جورج نيوبيرن على موقع ألو سيني (الفرنسية)
- جورج نيوبيرن على موقع ميوزك برينز (الإنجليزية)
- جورج نيوبيرن على موقع أول موفي (الإنجليزية)
- جورج نيوبيرن على موقع قاعدة بيانات الأفلام السويدية (السويدية)
- جورج نيوبيرن على موقع إن إن دي بي (الإنجليزية)
- جورج نيوبيرن على موقع قاعدة بيانات الفيلم (الإنجليزية)
- جورج نيوبيرن على موقع كينوبويسك (الروسية)